# 70 Panopeja
70 Panopeja (mednarodno ime 70 Panopaea) je velik asteroid tipa C v glavnem asteroidnem pasu. 

## Odkritje
Asteroid je odkril Hermann Mayer Salomon Goldschmidt (1802 – 1866) 5. maja 1861.. Asteroid je poimenovan po nimfi Panopeji iz grške mitologije. 

## Lastnosti
Asteroid Panopeja obkroži Sonce v 4,23 letih. Njegova tirnica ima izsrednost 0,181, nagnjena pa je za 11,585° proti ekliptiki. Njegov premer je 122,2 km, okrog svoje osi pa se zavrti v 15,797 urah .